# Coenonympha incompleta
Coenonympha incompleta är en fjärilsart som beskrevs av Marcel Caruel 1944. Coenonympha incompleta ingår i släktet Coenonympha och familjen praktfjärilar. Inga underarter finns listade i Catalogue of Life.